# بوت شومون (مترو باريس)
بوت شومون (بالفرنسية: Buttes Chaumont)‏ هي محطة مترو تابعة لمترو باريس تقع في فرنسا في الدائرة التاسعة عشرة في باريس.[بحاجة لمصدر]